# Kirgisen

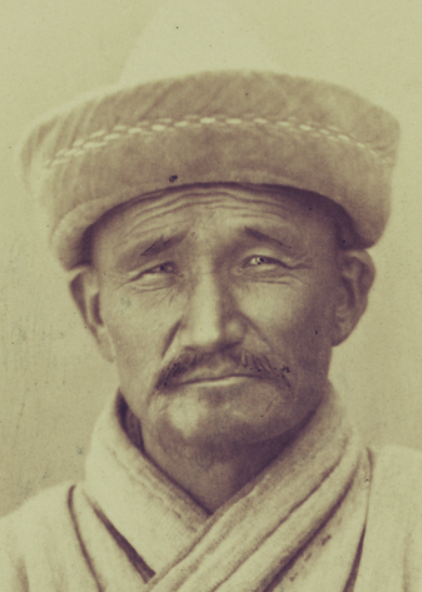
Kara-Kirgise, Ende des 19. Jahrhunderts

Die Kirgisen (kirgisisch кыргыз kyrgyz, кыргыздар kyrgyzdar, auch qirġiz) sind eine turksprachige Ethnie in Zentralasien und umfassen heute etwa 5 Millionen Menschen.
Die große Mehrheit von ihnen lebt in der Kirgisischen Republik. Kirgisische Minderheiten leben auch in den benachbarten Ländern Kasachstan, Usbekistan, Tadschikistan und China (Kizilsu in Xinjiang und Fuyu in Heilongjiang).
Im 19. Jahrhundert summierte das Russische Imperium die heutigen Kirgisen unter dem Ethnonym Kara-Kirgisen („schwarze Kirgisen“) und definierte diese als reine Bergbevölkerung.

## Namensherkunft
Über die Namensherkunft sind sich kirgisische Historiker bis heute nur bezüglich der ersten Silbe Kyrk ‚Vierzig‘ einig. Ob das Wort Kyrkys in seiner Gesamtheit eine Kombination aus Kyrk ‚Vierzig‘ und Kys ‚Mädchen‘ ist oder ob es mit dem Anhängsel -ys bloß die alte Pluralform von Vierzig ist, darüber gehen die Meinungen auseinander.
In der Mythologie der Kirgisen sind mehrere Mythen bezüglich ihrer Abstammung verbreitet. Die populärste ist die der Vierzig Mädchen, die durch das Wasser des früher als heilig verehrten Sees Issyk Kul geschwängert wurden und von denen dann die Kirgisen abstammen würden. Es gibt auch andere Versionen dieser Geschichte, wonach die Vierzig Mädchen auf große Wanderschaft gingen und bei ihrer Rückkehr ihren Stamm nicht mehr vorfanden, weil diese durch einen Angriff ihrer Feinde ausgelöscht wurden. Sie entwickeln sich zu guten Kriegerinnen, vermehrten sich und bildeten den Stamm der Kirgisen.
Einer anderen Sage zufolge soll der legendenhafte Oghus Khan einen Enkelsohn namens Kirgiz Khan gehabt haben, von dem wiederum die Kirgisen abstammen sollen.
Der Historiker Camgertschinov hat im Jahre 1946 die These aufgestellt, der zufolge die Kirgisen ursprünglich ein Zusammenschluss von vierzig Stämmen seien. Dabei hat er aus dem umfangreichen kirgisischen Manas-Epos diese vierzig Stämme zusammengetragen und namentlich aufgezählt. Seine Theorie wurde von Nasanov im Jahre 1967 weiter ausgebaut und verbessert. 1994 hat Karatayev diese Theorie weiterentwickelt und mit zusätzlichen Beweismitteln gestützt.
Mit der mongolischen Eroberung im 13. Jahrhundert ging die Bezeichnung Kirgis unter und wurde vom Begriff „Mongolen“ abgelöst.

## Religion
Die Kirgisen gehören heute überwiegend dem Islam an. Die Islamisierung zog sich vom 14. bis zum 18. Jahrhundert hin, doch haben zahlreiche Traditionen des ursprünglichen altaischen Schamanismus überdauert. Etwa 1500 Kirgisen in den chinesischen Kreisen Dorbiljin und Fuyu sind Anhänger des tibetischen Buddhismus.

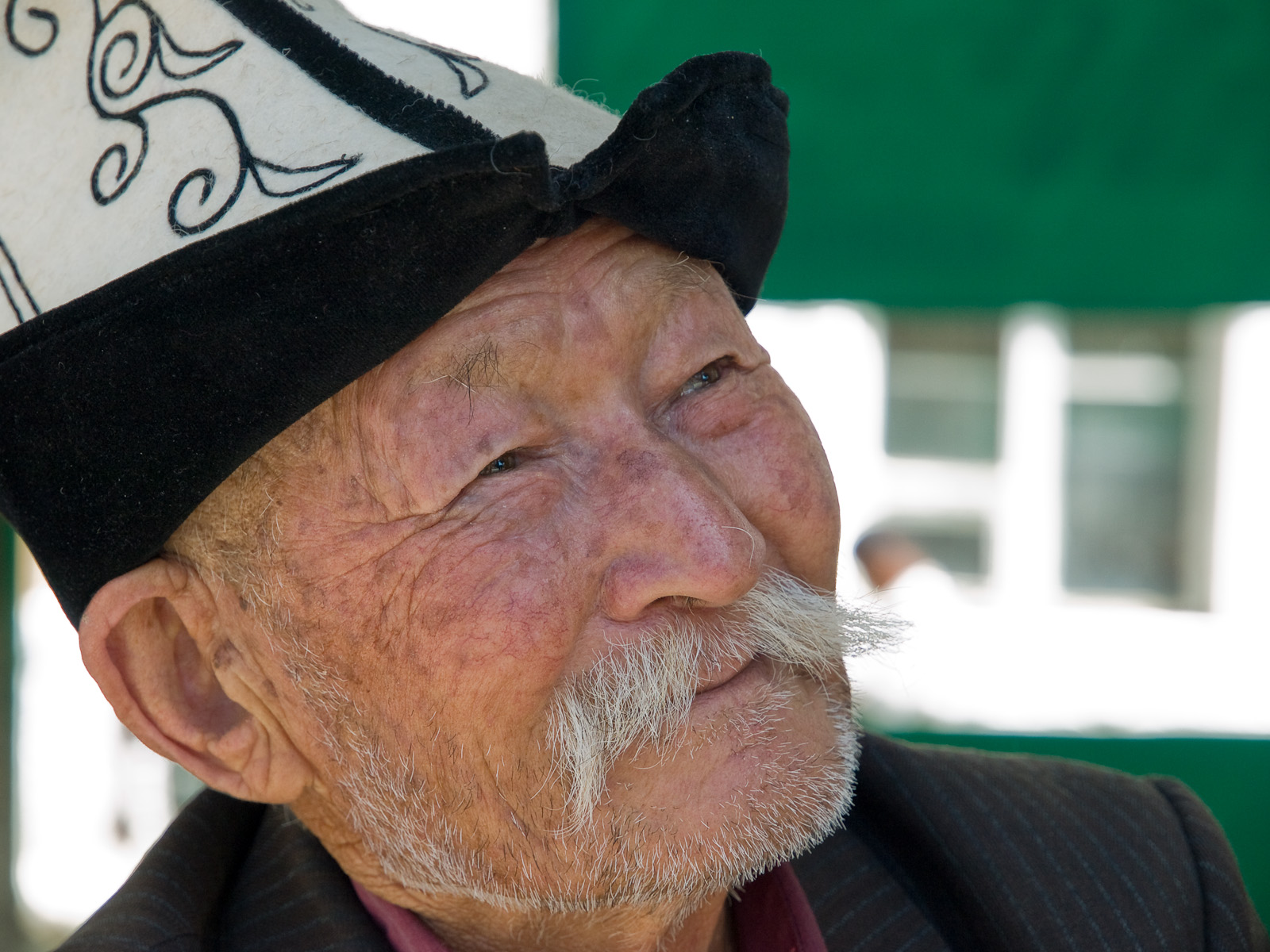
Porträt eines Kirgisen mit traditionellem Hut (Kalpak). Naryn-Provinz, Zentral-Kirgisistan.

## Herkunft
Die Kirgisen stammen wohl ursprünglich aus dem südlichen Altaigebirge. Dort werden sie bereits Ende des 3. Jahrhunderts v. Chr. von den benachbarten Chinesen erwähnt. Diese nannten das „wilde Bergvolk“ unter anderem auch 黠戛斯,  Xiájiásī und 纥里迄斯,  Hélǐqìsī.
Verschiedene chinesische Literaten beschrieben die damaligen Kirgisen als hellhäutig, mit rötlichen Haaren und hellen Augen.  Um etwa 49 v. Chr. zogen die Kirgisen zum oberen Jenissei und wurden dort Nachbarn der Dingling, die ihrerseits zur Selenge weiterzogen.
Genetische Studien deuten darauf hin, dass die modernen Kirgisen zumindest väterlicherseits von den alten Kirgisen abstammen. Laut Lee & Kuang (2017) können die hellen Haare und blauen Augen der Jenissei-Kirgisen mit der väterlichen Haplogruppe R1a1 in Verbindung gebracht werden, die die dominierende männliche Abstammungslinie der modernen Kirgisen darstellt. Lee und Kuang schlagen vor, dass sich das Erscheinungsbild der alten Kirgisen durch Mischehen so verändert hat, dass es einem ostasiatischen ähnelt. Diese Veränderung spiegelt sich hauptsächlich in der Ersetzung westeurasischer mtDNA-Abstammungslinien durch Frauen ostasiatischer Abstammung wider. Die genetischen Studien aus China zeigen demnach, dass die Y-DNA der Kirgisen der von Europäern ähnelt, während die mtDNA der von Ostasiaten ähnelt. Die angenommenen Mischehen zwischen alten kirgisischen Männern mit Frauen aus ostasiatischen Ethnien steht im Einklang mit den Heiratsbräuchen der kirgisischen Kultur.
Vorfahren der heutigen Kirgisen sind sowohl kiptschak-türkische als auch mongolische Stämme, wobei anthropologisch der mongolische Einfluss überwiegt, sprachlich aber der türkische.
Rachel Lung berichtet, dass einige Jenissei-Kirgisen als Nachkommen von Li Ling angesehen wurden, einem chinesischen General, der im Kampf von den Xiongnu gefangen genommen wurde. Es ist möglich, dass die Behauptung der Abstammung von Li Ling von den Kirgisen als diplomatische Strategie erfunden wurde, um ein engeres Bündnis mit China einzugehen.
Die Sprache des Tien Shan-Kirgisischen gehört zum kiptschakischen Zweig der Turksprachen und steht in enger Beziehung zur kasachischen Sprache.

## Geschichte

### Frühgeschichte

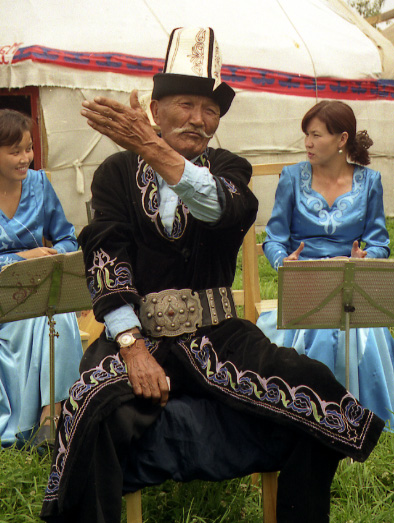
Kirgisischer Geschichtenerzähler

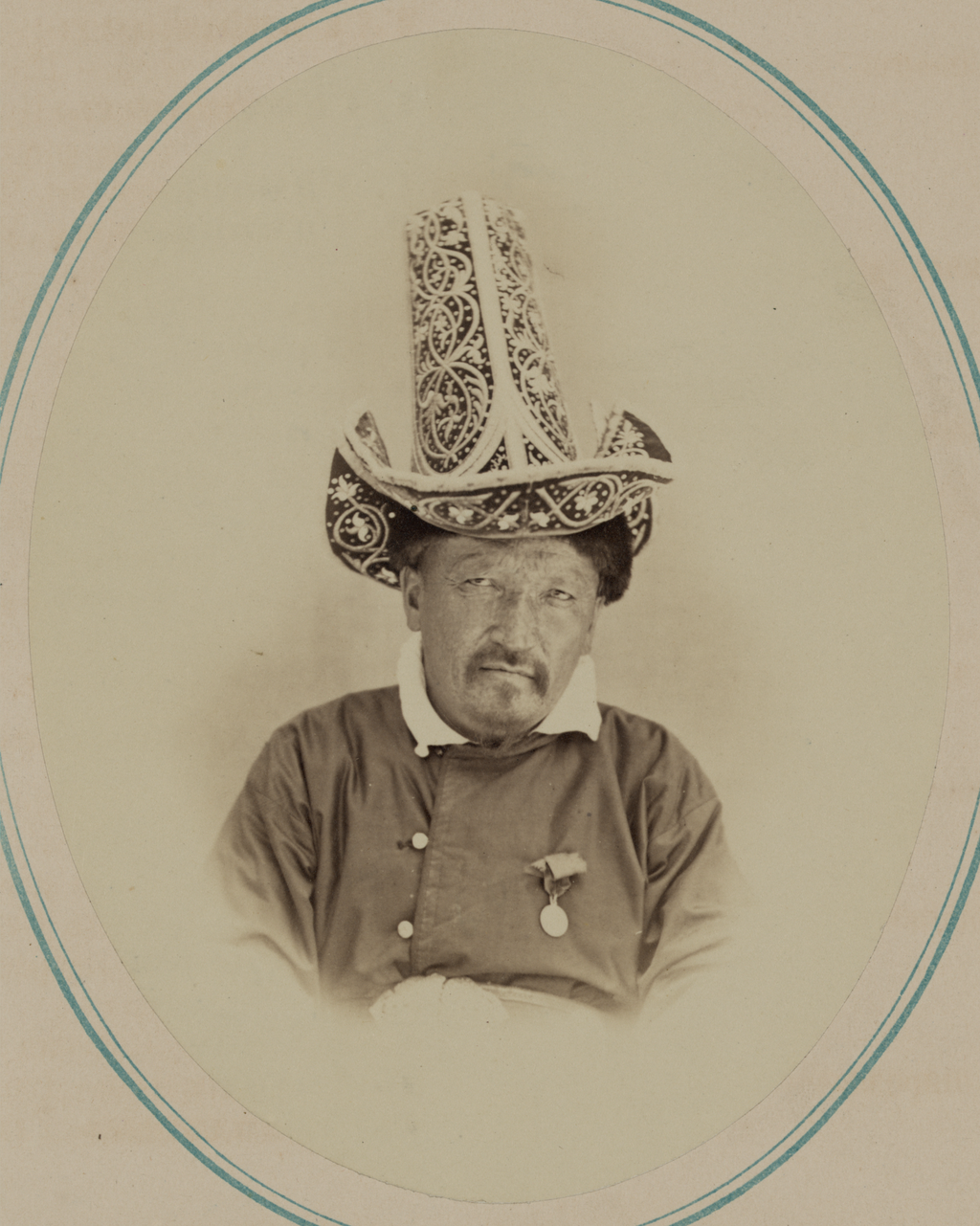
Ein Kazak-Kirgise, Mitte 19. Jhd.

Eindeutige Belege aus der kirgisischen Frühzeit sind mehr als dürftig. Erst im 6. Jahrhundert wird die kirgisische Geschichte real greifbar: 560 unterwarf der Göktürkenherrscher Muhan (reg. 553–572) die Gebiete des oberen Jenissei und so erschienen die Kirgisen als Vasallen des östlichen Göktürkenreiches. Zu jener Zeit bauten die Jenissei-Kirgisen sogar Eisen und Gold ab, das sie mit „knirschenden Zähnen“ dem Göktürken-Herrscher als Tribut überlassen mussten (so vermerkten es jedenfalls 583 die chinesischen Chroniken).
Infolgedessen nahmen die kirgisischen Fürsten Kontakte mit der chinesischen Tang-Dynastie auf bzw. sie erbrachten dem chinesischen Herrscher alljährlich einen Tribut (Pferde), so dass sie auch als Vasallen der Chinesen erschienen. Ihr damaliges Siedlungsgebiet soll sich nach den chinesischen Chronisten im Westen von Hami und im Norden Karaschahrs befunden haben.
Die Orchon-Inschriften des 8. Jahrhunderts beschreiben anschaulich einen blutigen Krieg der Göktürken, den diese mit den Kirgisen führten. Der Höhepunkt war kaum mehr als ein überraschender, winterlicher Überfall, und der angesehene Kirgisen-Herrscher Bars Beg fiel während des Kampfes (711/12):

„Es war Bars-Beg. Wir selbst hatten ihm den Titel eines Khagan gegeben. Auch hatten wir meine jüngere Schwester – die Prinzessin – zur Frau gegeben. Er aber hat uns verraten. Deshalb wurde der Khagan getötet, und sein Volk wurde zu Sklaven und Dienern.“

Ähnliches wiederholte sich 758 mit einer Niederlage gegen das uigurische Kaganat, welches die Nachfolge des zweiten Türk-Kaganats der Göktürken als Steppen-Vormacht angetreten hatten. Die Uiguren vernichteten ein 50.000 Mann starkes kirgisisches Heer. Doch sie konnten, anders als ihre Vorgänger, die Verbindungen zwischen dem Kirgisenreich und Tang-China endgültig unterbinden.

### Reich der Jenissei-Kirgisen
Beim Kampf gegen die Uiguren kam den Kirgisen ein schwerer Winter (839) und mehr noch ein uigurischer Überläufer zu Hilfe: Der General Külüg Bagha wechselte 840 die Seiten und zusammen mit dem Fürsten Uje Khan († 847) aus dem Yaġlaqar-Clan wurde das Uigurenreich vernichtet, die Reste der Uiguren flüchteten südwärts.
Die Kirgisen stiegen danach eine Zeit lang zur Hauptmacht Zentralasiens auf und sandten einige Gesandtschaften nach Tang-China. Ihr Machtbereich umfasste die Gebiete zwischen Lena, Irtysch, Baikalsee bis an den Tianshan – rund 198.000 km². Das Zentrum Ujes waren nach 840 die Du-man Berge in Tuwa, und in dem einstigen Uigurenreich bzw. der heutigen Mongolei sahen die damaligen Kirgisen nur das Hinterland ihrer politischen Zentren, die sich zu dieser Zeit noch am oberen Jenissei konzentrierten.
Doch der Tang-Herrscher Chinas war nicht gewillt, den kirgisischen Adel mit chinesischen Titeln u. ä. aufzuwerten, so konnten die Kirgisen ihre neue Macht nicht voll entfalten. Von mehreren Seiten wird bei den Kirgisen die Existenz mehrerer Städte und die Stadt Kemidjkat als Residenz erwähnt. Ausgrabungen bezeugen die Verbreitung von Ackerbau und sogar von Bewässerung, obwohl zeitgenössische türkische Darstellungen von Nomadentum reden. Neben kleineren Städten, Bergbau, Ackerbau, Bewässerung werden ihnen auch eine Runen-Schrift und Straßenbau zugeschrieben. Ferner fand man byzantinische Münzen am Altai. Dennoch ist das kirgisische Großreich vergleichsweise schlecht dokumentiert.
924 wurden das Reich von den Kitan des Apaoka Khan († 926) überrannt und die Kirgisen zogen sich in ihre eigentliche Stammlande am Jenissei zurück. Noch während des 10. Jahrhunderts wurden sie von den benachbarten Tungusen nach Süden und ins Tianshan-Gebirge abgedrängt. Bereits für das Ende des 8. Jahrhunderts werden daneben einige kirgisische Clans im Bunde mit den Karluken am Ost-Tianshan vermutet, zumindest deuten überlieferte Clannamen aus der Zeit des Großreiches darauf hin.

### Unter mongolischer Vorherrschaft
In den Jahren 1207/8 unterwarfen sich die drei oder vier wesentlichen kirgisischen Fürsten (Yedi, Inal, Aldi’er, Örebek Digin) den Mongolen von Dschingis Khans Sohn Dschötschi, rebellierten aber bald. Das Volk der Kirgisen wurde nach mehreren Rebellionen im Verlauf des 13. Jahrhunderts von den Mongolenherrschern aufgelöst, zum Teil 1293 nach der Mandschurei deportiert, verlor seine Runen-Schrift und den wenigen Ackerbau. Die Kirgisen nahmen nun das Reiter-Nomadentum der Mongolen auf und der Stammesname Kirgis ging unter.
Geringe Reste zogen wahrscheinlich auch 1220 im Heer von Dschötschi Khan nach Mittelasien ans Tianshan-Gebirge, wo sie noch heute leben. (Zumindest hat das Emanuel Sarkisyanz aus der Volksüberlieferung heraus vermutet, was auch im Einklang mit Dschötschi Khans Feldzug steht.) Dort entstand in Verschmelzung mit den Mongolen und verschiedenen Turkstämmen das Volk der Kara-Kirgisen. Nach und nach erhielten sie Zuzug von den im Jenissei-Raum verbliebenen Gruppen. So erreichten z. B. 1469 (unter Ababartsi Chinsang) und 1702 große Gruppen im Gefolge der Oiraten den Tianshan.
Die am Jenissei lebenden Gruppen der Kirgisen machten Anfang des 15. Jahrhunderts unter Ugechi (um 1402/03) und seinem Sohn Essekü († 1425) nochmal von sich reden, allerdings nur in von späteren mongolischen Geschichtsschreibern verworrenen überlieferten Kämpfen, welche letztlich die Oiraten dominierten. So geht die Ermordung eines mongolischen Khans namens Elbek (1399 oder 1401/02) auf Ugechis Konto.
Im 15./16. Jahrhundert wurde der Name Kirgis wieder aufgenommen, als zentralasiatische Steppennomaden begannen, sich als Kasak-Kirgisen zu bezeichnen. Als „Kasak-Kirgisen“ wurden generell die Steppennomaden und als „Kara-Kirgisen“ die Bewohner des Berglandes bezeichnet, die auch miteinander in einem lockeren Bündnis standen. (Aus den „Kasak-Kirgisen“ gingen später die Kasachen und aus den „Kara-Kirgisen“ die heutigen Kirgisen hervor.)
In der ersten Hälfte des 16. Jahrhunderts kämpften sie gegen den Tschagatai-Khan Abdur Raschid und dessen Sohn und unternahmen einige Raubzüge gegen Städte wie Taschkent.
In der ersten Hälfte 17. Jahrhunderts kam es zur Konfrontation mit den nach Sibirien vordringenden Russen, und die Fürsten Ischej, Tabun und Ischinej überfielen regelmäßig Krasnojarsk (1628 gegründet) und andere russische Siedlungen.

### Unter oiratischer Vorherrschaft
Als sich die Oiraten ab 1638 unter Führung der Dsungaren neu formierten und das Dsungarische Khanat gründeten, gerieten die Kirgisen wieder in mongolische Abhängigkeit und setzten ihre Angriffe mit deren Unterstützung fort. Letztlich blieben sie nach Niederlagen 1640–42 und 1679 erfolglos. Nach dem Untergang des Oiratenreiches kamen die Kirgisen formal unter russische Oberhoheit. Doch lag die Macht über der Region bei den Klan- und Stammesfürsten der Nomaden.

### Unter chinesischer Vorherrschaft
Mitte des 18. Jahrhunderts stritten sich Russland und das Kaiserreich China um verschiedene Grenzgebiete. So konnte das chinesische Kaiserreich seinen Einfluss schließlich bis an die Südufer des Balchaschsees ausdehnen, als es 1757 die Dsungarei und das Siebenstrom-Land besetzen konnte. Doch zwischen den Jahren 1864 und 1876 endete die chinesische Vorherrschaft in dieser Region.

### Unter russischer Vorherrschaft

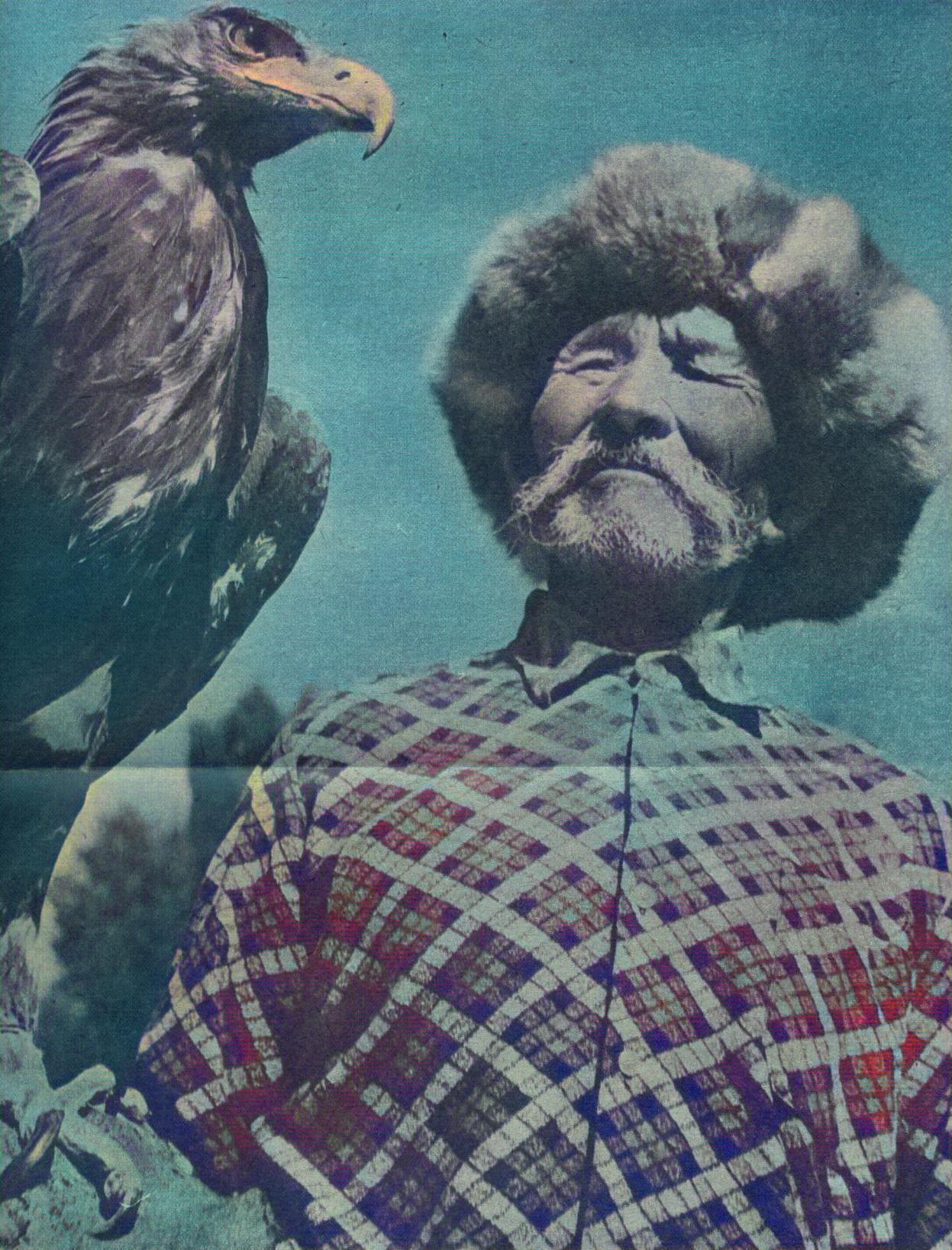
Ein Kirgise mit Adler aus neuerer Zeit

1864 begann das zaristische Russland die westturkestanischen Gebiete zu unterwerfen, was bis 1876 abgeschlossen war. Doch bereits 1898 erhoben sich die Kirgisen gegen die Ansiedlung russischer und ukrainischer Siedler.
1905 nahm die junge kirgisische Intelligenz an einem Muslimkongress in Taschkent teil, wo die Grundlagen der späteren Alasch-Partei gelegt wurden. Ab 1916 nahmen auch die Kirgisen an verschiedenen Aufständen in Turkestan teil, die von Panturkisten und Nationalisten initiiert und getragen wurden. Im Frühjahr 1917 wurde in der kirgisischen Stadt Bischkek ein Partei-Ableger der Alasch gegründet, die eine Autonomie der Kirgisen innerhalb eines föderativen Russlands forderte. 1920 war die Herrschaft der Alasch Orda bereits wieder vorbei.
Zwischen 1920 und 1924 wurde das Gebiet der Kirgisen von der jungen UdSSR zentral verwaltet.
1924 erhielten die Kirgisen autonome Gebiete:
- Die Kasak-Kirgisen erhielten in den Steppengebieten ein „kirgisisches autonomes Gebiet“.
- Die Kara-Kirgisen hatten ebenfalls ein autonomes Gebiet innerhalb der „Turkestanischen ASSR“.

Die autonomen Gebiete wurden 1926 jeweils zu einer ASSR erklärt. Ende der 1930er Jahre wurden diese Gebiete aus Russland herausgelöst und zu eigenständigen SSR erhoben.
1991 erklärten die Kirgisen ihre Unabhängigkeit und schlossen sich etwas später der GUS an.